# Ndem
Le village de Ndem est situé dans la région de Diourbel, à côté de Bambey, à 120 km de Dakar, dans le "bassin arachidier" du Sénégal, au coeur du Sahel. Face aux problèmes de manque d'emploi, d'exode rural, et de désertification, les habitants ont développé le village au niveau écologique (écovillage), économique (Commerce équitable d'artisanat), et social (ONG, développement d'infrastructures éducatives et médicales). Ce village est habité par une communauté spirituelle mouride.

## L'écovillage de Ndem
Ndem est un écovillage dont l'organisation est respectueuse de l'environnement. Les sols, abîmés par l'exploitation intensive de cultures de cacahuètes et la désertification, ont été régénérés grâce à l'usage du compost naturel. Un système de distribution d'eau durable a été mis en place, et le village fonctionne à 100% grâce à l'énergie solaire. Le village accueille également une ferme biologique.

## L'entreprise artisanale
Le village a mis en place des ateliers créateurs d'artisanat issus de Ndem et des 15 villages aux alentours. Cette entreprise artisanale, "les ateliers de Maam Samba" est créatrice d'emploi et forme un pôle d’activité important afin de lutter contre l'exode rural, la désertification et aussi le manque d'emploi par des projets dans une démarche de développement. La compagnie emploie 365 personnes dans la région en étant spécialisée dans la production de vêtements en coton et compte 17 ateliers où sont fabriqués les vêtements. Les habitants ont fondé une industrie artisanale locale et exportent aujourd'hui dans le monde entier.

## L'ONG des villageois de Ndem
L'association l'ONG des villageois de Ndem créée dans ce village en 1985 est une organisation humanitaire qui met en place une dynamique collective afin d'améliorer les conditions de vie des populations au Sénégal. Elle oriente ses activités autour de 7 axes : hydraulique, santé, éducation, agricole, micro-crédit, énergie, création d'emploi.

## La communauté spirituelle Baye Fall
Les habitants de Ndem, sont membres d'une communauté religieuse musulmane soufie du Sénégal : les Baye Fall. Le travail, la prière et le jeûne sont pour les membres de cette communauté une des meilleures façons de servir Dieu. Le village est dirigé depuis 30 ans par le religieux Baye Fall Serigne Babacar Mbow et ses disciples.